# Thunbergia nivea
Thunbergia nivea är en akantusväxtart som beskrevs av William Grant Craib. Thunbergia nivea ingår i släktet thunbergior, och familjen akantusväxter. Inga underarter finns listade i Catalogue of Life.